# Bandolier

Bandolier na proch z XVII w.

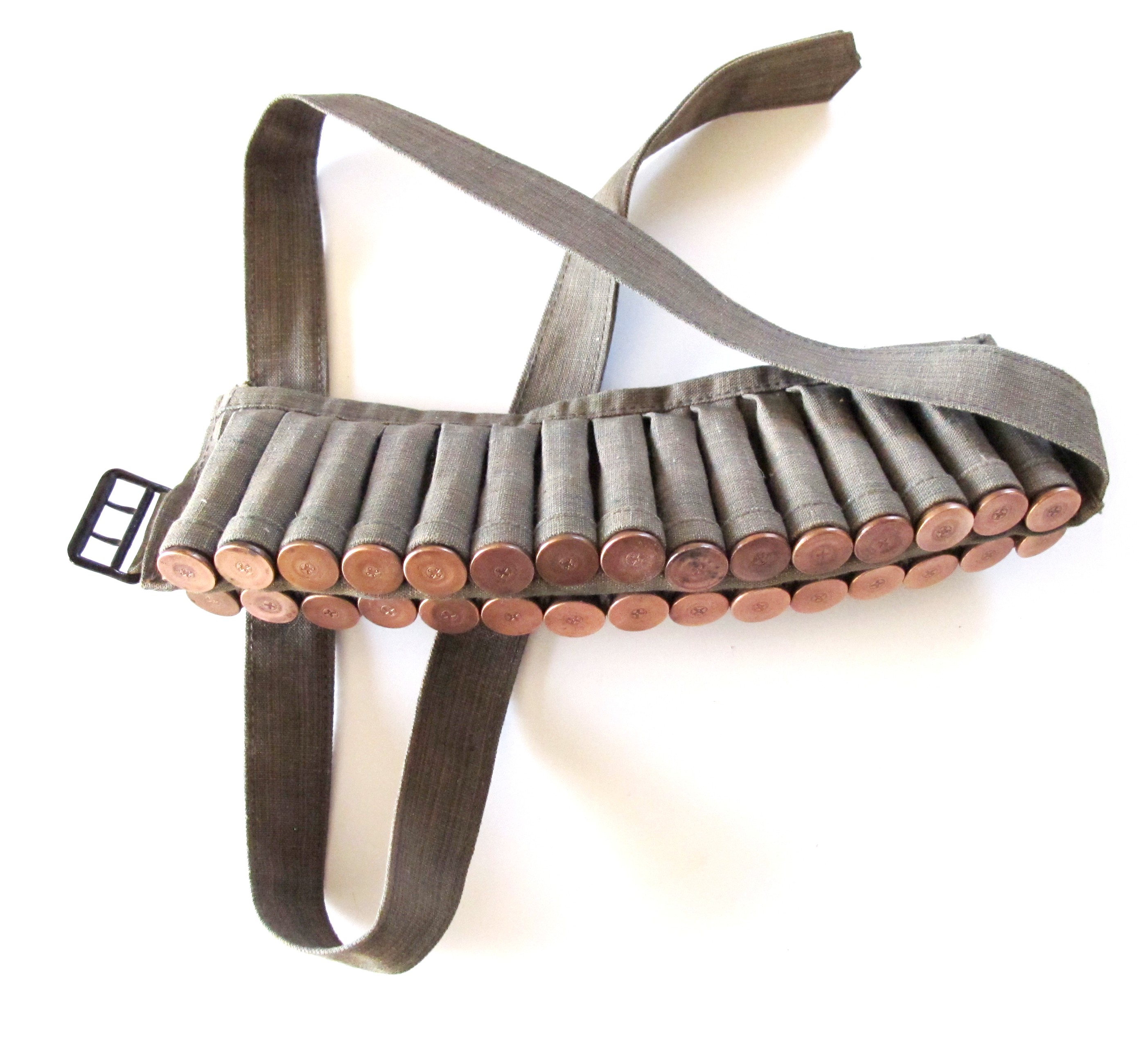
Bandolier na amunicję zespoloną z końca XIX w.

Bandolier, także bandolet (z fr. bandoulière – pas przez ramię) – szeroki pas noszony przez ramię (skośnie w poprzek tułowia), służący do przenoszenia amunicji. Niekiedy do bandolierów mocowano również broń palną (zob. bandolet) oraz akcesoria do jej obsługi.
Bandolier bywa często mylony z taśmą amunicyjną, która w niektórych przypadkach noszona jest przez żołnierzy w analogiczny sposób.

## Historia
Pierwotnie (w XVI i na początku XVII wieku) do bandoliera podwieszano szereg drewnianych tulei wypełnionych odmierzonymi porcjami prochu. Na przełomie XVII i XVIII w. po spopularyzowaniu patronów, bandoliery zostały wyparte przez ładownice (skórzane pojemniki na amunicję noszone przez ramię lub mocowane do pasa na biodrach). 
Bandoliery na nowo pojawiły się na wyposażeniu wojska po upowszechnieniu się amunicji zespolonej, wyposażone były wtedy w szereg uchwytów w których umieszczano pojedyncze naboje. Ich użycie było jednak mocno ograniczone, ze względu na dalece większą popularność praktyczniejszych ładownic. Współcześnie bandoliery stosowane są jeszcze niekiedy w myślistwie.

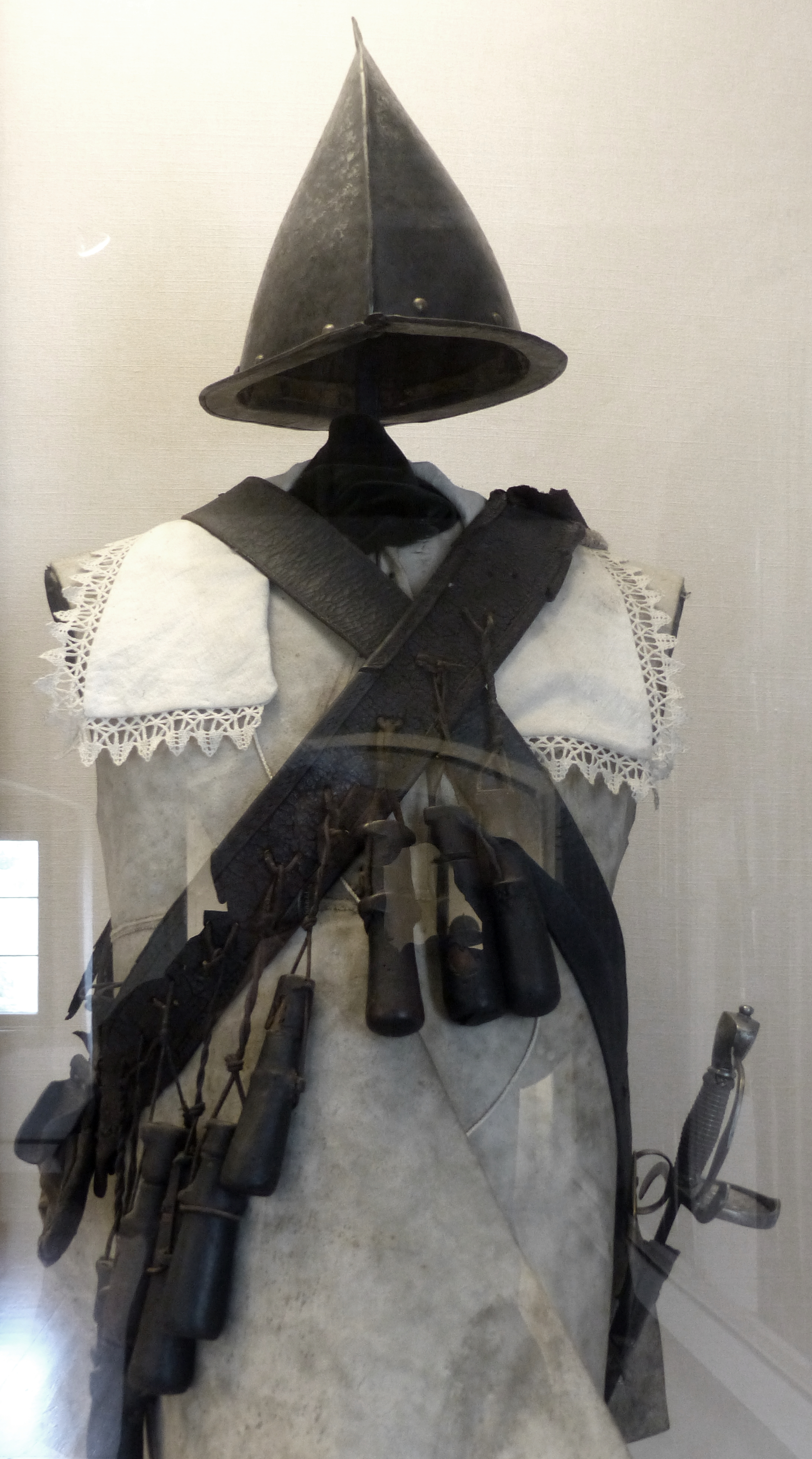
Bandolier jako element wyposażenia muszkietera
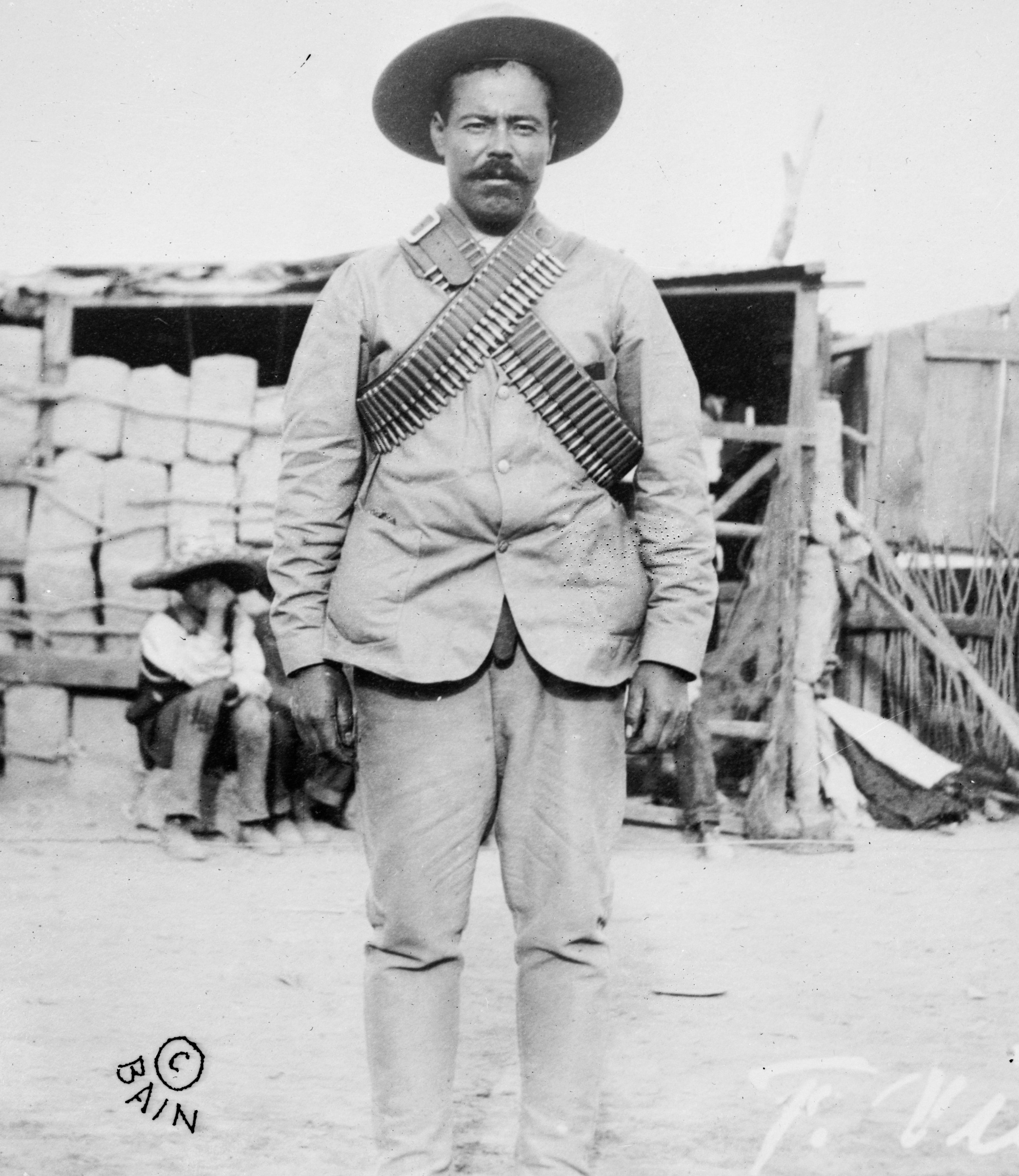
Generał Pancho Villa w czasie rewolucji meksykańskiej noszący dwa bandoliery na amunicję zespoloną